# (101432) Adamwest
Pour les articles homonymes, voir West.
(101432) Adamwest est un astéroïde de la ceinture principale.

## Description
(101432) Adamwest est un astéroïde de la ceinture principale. Il fut découvert le 14 novembre 1998 à l'observatoire Goodricke-Pigott par Roy A. Tucker. Il présente une orbite caractérisée par un demi-grand axe de 2,54 UA, une excentricité de 0,28 et une inclinaison de 16,5° par rapport à l'écliptique.
Il est nommé d'après l'acteur américain Adam West, connu entre autres pour être l'interprète du rôle de Batman.